# Primera divisió portuguesa de futbol 2023-24
La Primeira Liga 2023-24 (també coneguda com a Liga Portugal Betclic per motius de patrocini) va ser la 90a edició de la lliga portuguesa de futbol. El SL Benfica era el vigent campió, després d'haver guanyat el seu títol número 38 la temporada anterior.
El 5 de maig, l'Sporting CP es va confirmar com a campió a dues jornades del final del campionat després de la derrota del Benfica per 2-0 a casa davant el Famalicão, aconseguint el 20è títol de lliga del club i primer des de la temporada 2020-21.
Com que Portugal va baixar del sisè al setè lloc del rànquing de coeficient UEFA al final de la temporada 2022-23, només els dos equips millor classificats es van classificar per a la UEFA Champions League (els campions van entrar directament a la fase de lliga i els subcampions a la tercera ronda classificatòria). El campió de la Taça de Portugal es va classificar per a la fase de lliga de la UEFA Europa League mentre que el tercer classificat es va classificar per a la segona fase de classificació de la UEFA Europa League. El quart classificat, per la seva banda, es va classificar per a la segona fase de classificació de la UEFA Conference League.

## Classificació
| Pos | Equip                | PJ | PG | PE | PP | GF | GC | DG  | Pts | Classificació o descens                               |
| --- | -------------------- | -- | -- | -- | -- | -- | -- | --- | --- | ----------------------------------------------------- |
| 1   | Sporting CP (C)      | 34 | 29 | 3  | 2  | 96 | 29 | +67 | 90  | Fase de lliga de la Champions League                  |
| 2   | Benfica              | 34 | 25 | 5  | 4  | 77 | 28 | +49 | 80  | Fase de lliga de la Champions League                  |
| 3   | Porto                | 34 | 22 | 6  | 6  | 63 | 27 | +36 | 72  | Fase de lliga de la Europa League                     |
| 4   | Braga                | 34 | 21 | 5  | 8  | 71 | 50 | +21 | 68  | Segona ronda de classificació de la Europa League     |
| 5   | Vitória de Guimarães | 34 | 19 | 6  | 9  | 52 | 38 | +14 | 63  | Segona ronda de classificació de la Conference League |
| 6   | Moreirense           | 34 | 16 | 7  | 11 | 36 | 35 | +1  | 55  |                                                       |
| 7   | Arouca               | 34 | 13 | 7  | 14 | 54 | 50 | +4  | 46  |                                                       |
| 8   | Famalicão            | 34 | 10 | 12 | 12 | 37 | 41 | −4  | 42  |                                                       |
| 9   | Casa Pia             | 34 | 10 | 8  | 16 | 38 | 50 | −12 | 38  |                                                       |
| 10  | Farense              | 34 | 10 | 7  | 17 | 46 | 51 | −5  | 37  |                                                       |
| 11  | Rio Ave              | 34 | 6  | 19 | 9  | 38 | 43 | −5  | 37  |                                                       |
| 12  | Gil Vicente          | 34 | 9  | 9  | 16 | 42 | 52 | −10 | 36  |                                                       |
| 13  | Estoril              | 34 | 9  | 6  | 19 | 49 | 58 | −9  | 33  |                                                       |
| 14  | Estrela da Amadora   | 34 | 7  | 12 | 15 | 33 | 53 | −20 | 33  |                                                       |
| 15  | Boavista             | 34 | 7  | 11 | 16 | 39 | 62 | −23 | 32  |                                                       |
| 16  | Portimonense (R)     | 34 | 8  | 8  | 18 | 39 | 72 | −33 | 32  | Play-off de descens                                   |
| 17  | Vizela (R)           | 34 | 5  | 11 | 18 | 36 | 66 | −30 | 26  | Descens a la segona divisió                           |
| 18  | Chaves (R)           | 34 | 5  | 8  | 21 | 31 | 72 | −41 | 23  | Descens a la segona divisió                           |

1. ↑  Com que l'Atalanta, guanyadors de la Europa League 2023-24, es va classificar per la Champions League via lliga, el Benfica va passar d'haver de jugar la tercera ronda de classificació per la Champions League a jugar la fase de lliga, ja que era l'equip amb major coeficient UEFA dels que havien de disputar fases prèvies de la Champions League.
2. ↑  El Porto es va classificar per la fas de lliga de la Europa League com a campions de la Taça de Portugal 2023-24.
3. 1 2  Com que els guanyadors de copa, el Porto, va finalitzar tercer, el lloc concedit al tercer classificat (segona ronda de classificació de la Europa League) va passar al quart classificat, i el lloc concedit al quart classificat (segona ronda de classificació de la Conference League) va passar al cinquè classificat.

1. ↑  Punts cara a cara: Farense 4, Rio Ave 1.
2. ↑  Gols cara a cara marcats fora de casa: Estoril 1, Estrela da Amadora 0.
3. ↑  Punts cara a cara: Boavista 4, Portimonense 1.

## Resultats
| Casa \ Fora          | ARO | BEN | BOA | BRA | CAS | CHA | EST | ESA | FAM | FAR | GIL | MOR | PTM | POR | RAV | SPO | VSC | VIZ |
| -------------------- | --- | --- | --- | --- | --- | --- | --- | --- | --- | --- | --- | --- | --- | --- | --- | --- | --- | --- |
| Arouca               | —   | 0–3 | 2–1 | 0–1 | 0–1 | 0–2 | 4–3 | 0–0 | 3–2 | 2–1 | 3–0 | 0–1 | 1–1 | 3–2 | 2–2 | 0–3 | 1–3 | 5–0 |
| Benfica              | 5–0 | —   | 2–0 | 3–1 | 1–1 | 1–0 | 3–1 | 2–0 | 3–0 | 1–1 | 3–0 | 3–0 | 4–0 | 1–0 | 4–1 | 2–1 | 4–0 | 6–1 |
| Boavista             | 0–4 | 3–2 | —   | 0–4 | 1–1 | 4–1 | 2–1 | 1–1 | 2–2 | 1–3 | 1–1 | 1–0 | 1–4 | 1–1 | 0–0 | 0–2 | 1–1 | 2–2 |
| Braga                | 0–3 | 0–1 | 4–1 | —   | 4–3 | 1–1 | 3–1 | 3–0 | 1–2 | 2–1 | 2–1 | 1–0 | 6–1 | 0–1 | 2–1 | 1–1 | 1–1 | 2–1 |
| Casa Pia             | 1–0 | 0–1 | 0–0 | 1–3 | —   | 3–1 | 0–0 | 0–1 | 0–2 | 1–3 | 0–0 | 0–1 | 1–0 | 1–2 | 1–1 | 1–2 | 0–0 | 0–1 |
| Chaves               | 1–5 | 0–2 | 2–1 | 2–4 | 1–3 | —   | 2–2 | 2–2 | 2–2 | 1–1 | 4–2 | 1–2 | 2–3 | 0–3 | 0–0 | 0–3 | 1–2 | 2–1 |
| Estoril              | 0–0 | 0–1 | 1–2 | 0–1 | 4–0 | 4–0 | —   | 1–0 | 1–0 | 4–0 | 1–3 | 1–3 | 1–0 | 1–0 | 2–0 | 0–1 | 1–3 | 2–2 |
| Estrela da Amadora   | 1–4 | 1–4 | 3–1 | 2–4 | 3–1 | 1–1 | 2–1 | —   | 1–0 | 0–2 | 1–0 | 0–1 | 3–0 | 0–1 | 2–2 | 1–2 | 0–1 | 1–1 |
| Famalicão            | 1–0 | 2–0 | 1–1 | 1–2 | 1–2 | 1–0 | 1–1 | 0–0 | —   | 1–0 | 3–1 | 0–0 | 2–2 | 0–3 | 2–1 | 0–1 | 1–3 | 3–2 |
| Farense              | 2–0 | 1–3 | 2–0 | 3–1 | 0–3 | 5–0 | 3–2 | 0–0 | 1–1 | —   | 1–0 | 0–1 | 1–3 | 1–3 | 1–1 | 2–3 | 1–2 | 0–0 |
| Gil Vicente          | 2–2 | 2–3 | 1–0 | 3–3 | 2–0 | 0–0 | 5–3 | 1–1 | 1–2 | 2–0 | —   | 1–1 | 5–0 | 1–1 | 1–1 | 0–4 | 1–0 | 0–1 |
| Moreirense           | 1–0 | 0–0 | 1–1 | 2–3 | 1–4 | 1–0 | 2–1 | 2–2 | 1–0 | 1–0 | 0–1 | —   | 5–2 | 1–2 | 0–0 | 0–2 | 1–0 | 1–0 |
| Portimonense         | 1–2 | 1–3 | 1–4 | 3–5 | 2–2 | 2–1 | 1–0 | 1–1 | 1–1 | 1–0 | 0–2 | 0–2 | —   | 0–3 | 2–2 | 1–2 | 1–1 | 0–0 |
| Porto                | 1–1 | 5–0 | 2–1 | 2–0 | 3–1 | 1–0 | 0–1 | 2–0 | 2–2 | 2–1 | 2–1 | 5–0 | 1–0 | —   | 0–0 | 2–2 | 1–2 | 4–1 |
| Rio Ave              | 1–1 | 1–1 | 2–0 | 0–0 | 1–0 | 2–0 | 1–1 | 1–1 | 1–1 | 3–4 | 3–0 | 0–4 | 2–0 | 1–2 | —   | 3–3 | 2–1 | 1–1 |
| Sporting CP          | 2–1 | 2–1 | 6–1 | 5–0 | 8–0 | 3–0 | 5–1 | 3–2 | 1–0 | 3–2 | 3–1 | 3–0 | 3–0 | 2–0 | 2–0 | —   | 3–0 | 3–2 |
| Vitória de Guimarães | 2–1 | 2–2 | 1–0 | 2–3 | 0–2 | 5–0 | 3–2 | 3–0 | 1–0 | 1–1 | 2–1 | 1–0 | 1–2 | 1–2 | 1–0 | 3–2 | —   | 2–0 |
| Vizela               | 2–2 | 1–2 | 1–4 | 1–3 | 0–4 | 0–1 | 3–3 | 4–0 | 0–0 | 2–1 | 1–0 | 0–0 | 2–3 | 0–2 | 1–1 | 2–5 | 0–1 | —   |

## Play-off de descens
El play-off de descens va tenir lloc entre el Portimonense, que va acabar 16è a la Primeira Liga, i l'AVS que va acabar 3r a la Liga Portugal 2.
| Equip 1 | Global | Equip 2      | Anada | Tornada |
| ------- | ------ | ------------ | ----- | ------- |
| AVS     | 4–2    | Portimonense | 2–1   | 2–1     |

| Portimonense          | 1–2     | AVS                         |
| --------------------- | ------- | --------------------------- |
| * Teixeira 86' (p.p.) | Informe | * Correia 19' - Martins 47' |

 Estádio Municipal de Portimão, Portimão
| AVS                       | 2–1     | Portimonense     |
| ------------------------- | ------- | ---------------- |
| * Mercado 51' - Benny 89' | Informe | * Carrillo 90+4' |

 Estádio do Clube Desportivo das Aves, Vila das Aves
L'AVS va guanyar 4–2 en el global i van ascendir per disputar la temporada 2024-25 de la primera divisió portuguesa; Portimonense van ascendir a la segona divisió per la temporada 2024-25.

## Estadístiques

### Golejadors
| Rank | Jugador          | Club      | Gols |
| ---- | ---------------- | --------- | ---- |
| 1    | Viktor Gyökeres  | Sporting  | 29   |
| 2    | Simon Banza      | Braga     | 21   |
| 3    | Rafa Mújica      | Arouca    | 20   |
| 4    | Jhonder Cádiz    | Famalicão | 15   |
| 4    | Paulinho         | Sporting  | 15   |
| 4    | Samuel Essende   | Vizela    | 15   |
| 4    | Cristo González  | Arouca    | 15   |
| 8    | Héctor Hernández | Chaves    | 14   |
| 8    | Rafa Silva       | Benfica   | 14   |
| 10   | Evanilson        | Porto     | 13   |
| 10   | Bruno Duarte     | Farense   | 13   |

#### Hat-tricks
| Jugador          | Club     | Rival        | Resultat | Data                   |
| ---------------- | -------- | ------------ | -------- | ---------------------- |
| Héctor Hernández | Chaves   | Gil Vicente  | 4–2 (L)  | 7 d'octubre de 2023    |
| Simon Banza      | Braga    | Portimonense | 6–1 (L)  | 4 de novembre de 2023  |
| Rafa Mújica      | Arouca   | Gil Vicente  | 3–0 (L)  | 16 de desembre de 2023 |
| Viktor Gyökeres  | Sporting | Boavista     | 6–1 (L)  | 17 de març de 2024     |

Notes
(L) – Equip local
(V) – Equip visitant

## Premis

### Premis mensuals
| Mes              | Jugador del mes | Jugador del mes      | Porter del mes | Porter del mes       | Defensa del mes  | Defensa del mes | Migcampista del mes | Migcampista del mes | Davanter del mes | Davanter del mes     | Entrenador del mes | Entrenador del mes | Gol del mes     | Gol del mes          |
| Mes              | Jugador         | Club                 | Jugador        | Club                 | Jugador          | Club            | Jugador             | Club                | Jugador          | Club                 | Entrenador         | Club               | Jugador         | Club                 |
| ---------------- | --------------- | -------------------- | -------------- | -------------------- | ---------------- | --------------- | ------------------- | ------------------- | ---------------- | -------------------- | ------------------ | ------------------ | --------------- | -------------------- |
| Agost            | Paulinho        | Sporting             | Bruno Varela   | Vitória de Guimarães | Iván Marcano     | Porto           | Gaius Makouta       | Boavista            | Paulinho         | Sporting             | Petit              | Boavista           | Tiago Silva     | V. Guimarães         |
| Setembre         | Viktor Gyökeres | Sporting             | Luiz Júnior    | Famalicão            | Ousmane Diomande | Sporting        | João Neves          | Benfica             | Viktor Gyökeres  | Sporting             | Rúben Amorim       | Sporting           | Orkun Kökçü     | Benfica              |
| Octubre/Novembre | Viktor Gyökeres | Sporting             | Luiz Júnior    | Famalicão            | António Silva    | Benfica         | João Neves          | Benfica             | Viktor Gyökeres  | Sporting             | Tiago Aguilar      | Moreirense         | Rafael Barbosa  | Farense              |
| Desembre         | Viktor Gyökeres | Sporting             | Ricardo Velho  | Farense              | Gonçalo Inácio   | Sporting        | João Neves          | Benfica             | Viktor Gyökeres  | Sporting             | Rúben Amorim       | Sporting           | Théo Fonseca    | Famalicão            |
| Gener            | Viktor Gyökeres | Sporting             | Diogo Costa    | Porto                | Gonçalo Inácio   | Sporting        | Rodrigo Zalazar     | Braga               | Viktor Gyökeres  | Sporting             | Rúben Amorim       | Sporting           | João Mendes     | Vitória de Guimarães |
| Febrer           | Rafa Mújica     | Arouca               | Ricardo Velho  | Farense              | António Silva    | Benfica         | João Neves          | Benfica             | Rafa Mújica      | Arouca               | Daniel Sousa       | Arouca             | Sorriso         | Famalicão            |
| Març             | Jota Silva      | Vitória de Guimarães | Charles        | Vitória de Guimarães | Pepe             | Porto           | João Neves          | Benfica             | Jota Silva       | Vitória de Guimarães | Rúben Amorim       | Sporting           | Felippe Cardoso | Casa Pia             |
| Abril            | Viktor Gyökeres | Sporting             | Ricardo Velho  | Farense              | Gonçalo Inácio   | Sporting        | Pedro Gonçalves     | Sporting            | Viktor Gyökeres  | Sporting             | Rúben Amorim       | Sporting           | Tomás Händel    | Vitória de Guimarães |

### Premis anuals
| Premi                      | Guanyador       | Club                 |
| Jugador de la temporada    | Viktor Gyökeres | Sporting             |
| Entrenador de la temporada | Rúben Amorim    | Sporting             |
| Màxim golejador            | Viktor Gyökeres | Sporting             |
| Gol de la temporada        | João Mendes     | Vitória de Guimarães |

| Velho Diomande Costinha Coates Inácio Hjulmand João Neves Gonçalves J. Silva Gyökeres Mújica Equip de l'any |

| Equip de l'any | Equip de l'any                    | Equip de l'any                | Equip de l'any                | Equip de l'any                | Equip de l'any                |
| -------------- | --------------------------------- | ----------------------------- | ----------------------------- | ----------------------------- | ----------------------------- |
| Porter         | Ricardo Velho (Farense)           | Ricardo Velho (Farense)       | Ricardo Velho (Farense)       | Ricardo Velho (Farense)       | Ricardo Velho (Farense)       |
| Defenses       | Costinha (Rio Ave)                | Sebastián Coates (Sporting)   | Sebastián Coates (Sporting)   | Ousmane Diomande (Sporting)   | Gonçalo Inácio (Sporting)     |
| Migcampistes   | Jota Silva (Vitória de Guimarães) | João Neves (Benfica)          | Morten Hjulmand (Sporting CP) | Pedro Gonçalves (Sporting CP) | Rafa Mújica (Arouca)          |
| Davanters      | Viktor Gyökeres (Sporting CP)     | Viktor Gyökeres (Sporting CP) | Viktor Gyökeres (Sporting CP) | Viktor Gyökeres (Sporting CP) | Viktor Gyökeres (Sporting CP) |